# Pasquale Panella
Pasquale Panella (ur. 12 stycznia 1950 w Rzymie) – włoski pisarz.

## Życie i kariera
Panella urodził się w Rzymie. Po ukończeniu liceum pedagogicznego rozpoczął swoją karierę jako autor i aktor teatru awangardowego. Jego teksty pojawiły się w gazetach, czasopismach i innych książkach. Pisał również wersy śpiewane i występował w teatrze, kinie, telewizji, radiu oraz podczas publicznych czytań.
Jego działalność literacka jest obszerna. Jego dzieła są publikowane przez wydawnictwo SPedizioni, które założył wspólnie z synem Silvano. Panella zbudował znaczącą karierę jako pisarz książek, wyróżniając się swoim poetyckim i eksperymentalnym stylem.
La Corazzata to surrealistyczna powieść w całości osadzona na okręcie wojennym zakotwiczonym u wybrzeży Zatoki Sorrento. Statek, symbolicznie nawiązujący do Pancernika Potiomkin, staje się sceną życia i narracji, gdzie główny bohater Duchesca wchodzi w interakcje z zapadającymi w pamięć postaciami, takimi jak kucharz, Santini i Aurelia. Powieść łączy elementy kina, poezji, teatru i rzeczywistości, tworząc dzieło będące jednocześnie historią miłości i wojny, z oblężeniami, tańcami, pożarami i długimi monologami, które następują po sobie niczym wielki romantyczny poemat.
Jego dzieła literackie badają siłę języka, często kwestionując tradycyjne struktury narracyjne. W jego książkach, na przykład w Poema Bianco, można znaleźć wyrafinowaną grę słów oraz wyjątkową wrażliwość na język pisany, przekształcając go w nieprzerwany strumień obrazów i znaczeń. Jego pisarstwo, czasem hermetyczne, czasem ironiczne, tworzy tekstowy wszechświat odzwierciedlający jego wizję świata, w którym granica między poezją a prozą zanika, oferując czytelnikowi wciągające i oryginalne doświadczenie.

## Twórczość muzyczna
Napisał teksty wielu piosenek dla takich artystów jak Enzo Carella, Lucio Battisti, Amedeo Minghi, Zucchero, Mina, Mango, Premiata Forneria Marconi, Gianni Morandi, Angelo Branduardi, Marcella Bella, Anna Oxa, Mietta, Sergio Cammariere, Mino Reitano, Marco Armani, Massimo Ranieri, Edoardo Vianello, Gianna Nannini, Adriano Celentano. Współpracował z Riccardo Cocciante, pisząc teksty do włoskich wersji musicali teatralnych Notre-Dame de Paris i Giulietta e Romeo.

## Twórczość literacka

### Powieści
- La corazzata, Rzym, Minimum fax, 1997. ISBN 88-86568-29-0.
- Oggetto d'amore, Rzym, Minimum fax, 1998. ISBN 88-86568-52-5.
- Il Voce, Rzym, SPedizioni, 2020. ISBN 979-12-80095-01-5.
- La Terza Palla, Rzym, SPedizioni, 2020. ISBN 979-12-80095-05-3.
- Primo Foglio, Rzym, SPedizioni, 2021. ISBN 979-12-80095-09-1.
- Secondo Foglio, Rzym, SPedizioni, 2021. ISBN 979-12-80095-11-4.
- Terzo Foglio, Rzym, SPedizioni, 2022. ISBN 979-12-80095-18-3.
- Quarto Foglio, Rzym, SPedizioni, 2022. ISBN 979-12-80095-20-6.
- Romanzo in corso, Rzym, SPedizioni, 2024. ISBN 979-12-80095-43-5.

### Poezja
- Stupido Terremoto, Rzym, Librauser, 1997; Rzym, SPedizioni, 2022.
- Savarin-Sade, Rzym, I figli belli, 2005.
- Poema bianco, Rzym, IriEd, 2008; Turyn, Miraggi Edizioni, 2017. ISBN 978-88-99815-54-7; Rzym, SPedizioni, 2017. ISBN 978-88-941517-3-2.
- La piazza, vie di entrata e vie di uscita, w Giampiero Castellotti, Piazze in piazza, Rzym, SPedizioni, 2016. ISBN 978-88-941517-0-1.
- Impronte di lettura della mano, w Lucio Saviani, Mani, Fefè, 2017. ISBN 978-88-95988-94-8.
- Il gioco del mondo, w Lucio Saviani, Ludus Mundi, Moretti e Vitali, 2017. ISBN 978-88-7186-672-7.
- Naso, Rzym, Fefè editore, 2018. ISBN 978-88-94947021.
- Mistrà, Rzym, SPedizioni, 2020. ISBN 978-88-941517-8-7.
- Versi accorati, w Mojmir Jezek, Del Cuore, Core edizioni, 2020. ISBN 978-88-945678-0-9.
- Mi chiamo Arianna, Rzym, SPedizioni, 2021. ISBN 979-12-80095-14-5.
- Naso e più, Rzym, SPedizioni, 2022. ISBN 979-12-80095-16-9.